# Avion à fuselage étroit

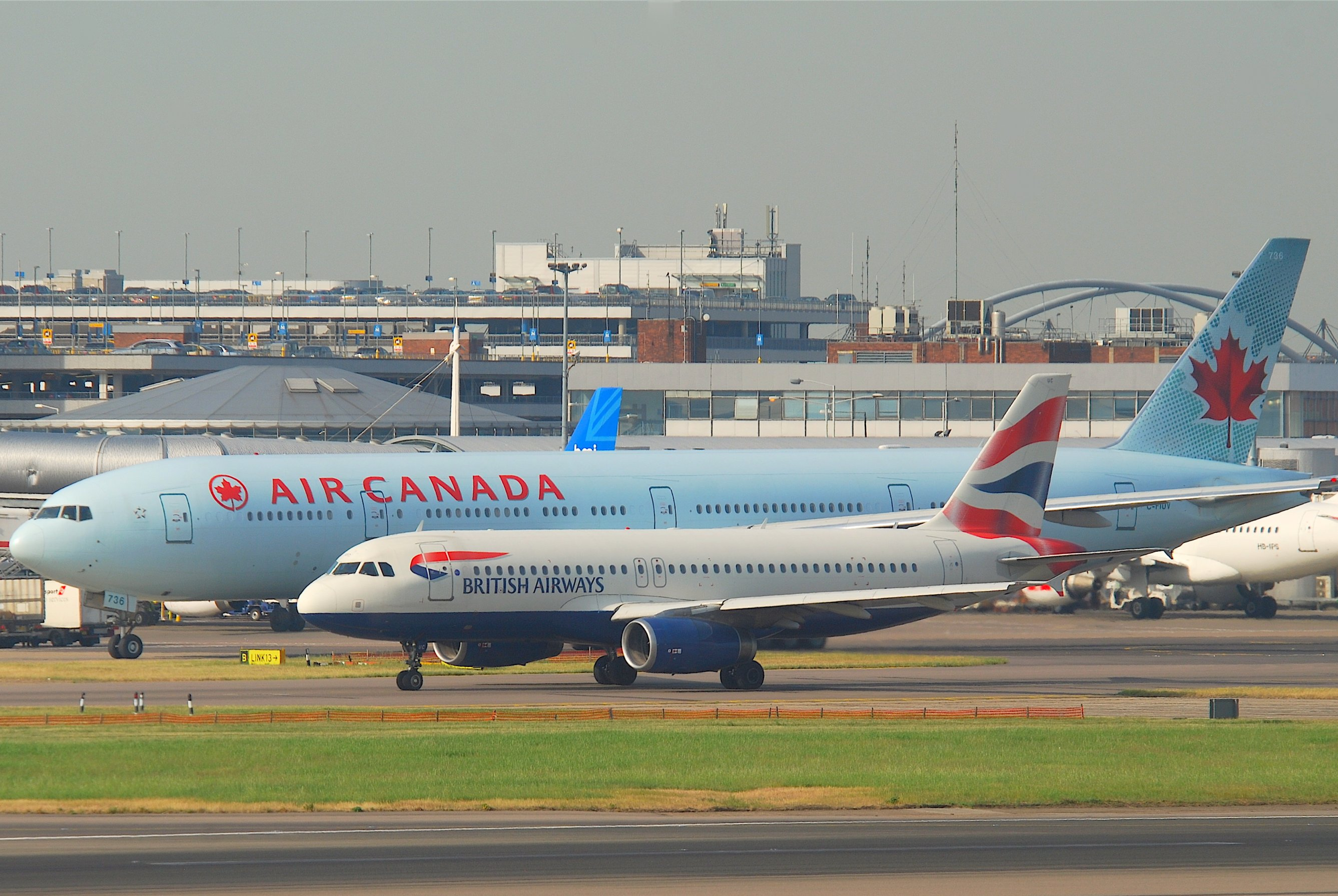
Comparaison d'un Airbus A320 (à fuselage étroit) et d'un Boeing 777-300ER (à fuselage large).

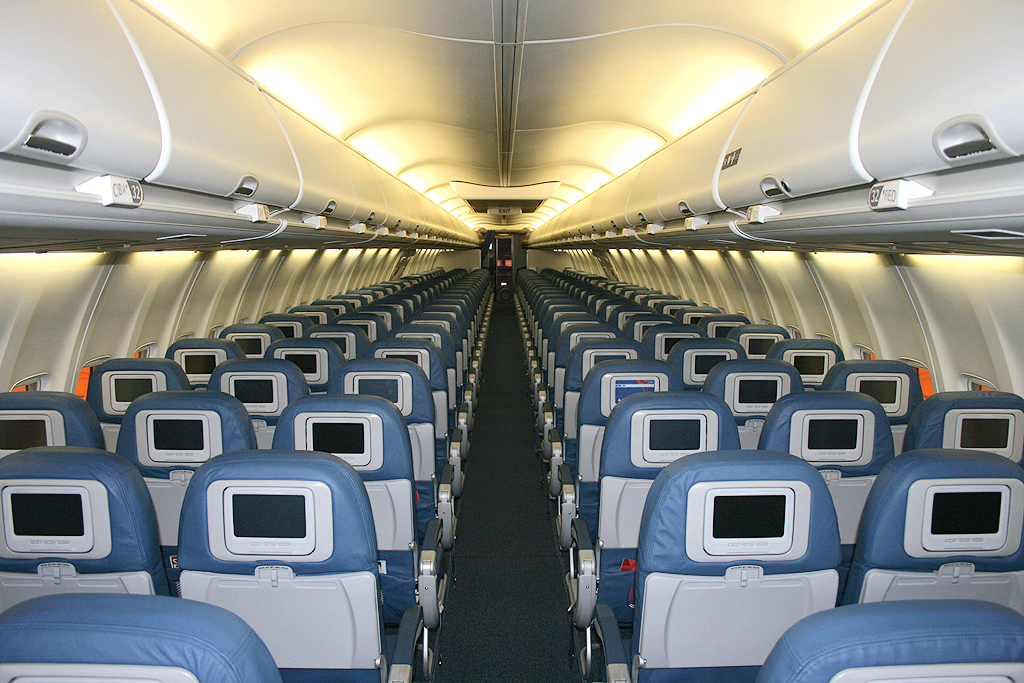
Intérieur standard du Boeing 737 NG monocouloir.

Un avion à fuselage étroit ou avion à fuselage standard ou avion monocouloir (narrow body aircraft ou standard body aircraft ou single aisle aircraft) « est un avion de ligne comportant un seul couloir en cabine passagers au pont principal ». La largeur de la cabine est généralement comprise entre 3 et 4 mètres et les sièges sont disposés de 2 à 6 par rangée le long du couloir. Les avions à fuselage étroit, dont l'autonomie ne permet pas des vols transatlantiques ou transcontinentaux, sont communément connus comme avions de courts et moyens courriers.
Les avions à fuselage étroit se distinguent des avions à fuselage large (Wide Body) par leur couloir unique, au milieu de la cabine.
Depuis quelques années ce secteur aéronautique est marqué par la concurrence très vive entre les deux plus gros acteurs de ce marché : Airbus avec la famille A320 (A318, A319, A320, A321) et Boeing avec les 737 et notamment les 737 NG-700, -800 et -900. Ces deux familles sont en voie de renouvellement avec les A320 NEO et les 737 MAX.
De nouveaux entrants conçoivent ou fabriquent déjà de tels avions : le MC-21 de Irkout (Russie), le Sukhoi Superjet 100 de Soukhoï (Russie) et Alenia Aeronautica (Italie), Bombardier (Canada), Comac (Chine), Embraer (Brésil).